# Терми на Тит
Термите на Тит (на латински: Thermae Titi или Thermae Titianae) са обществени бани построени в античен Рим от император Тит.

## История
Баните са построени през 80 година по време на официалното откриване на Колизея. След Термите на Агрипа и Термите на Нерон, това са третите по ред от т. нар. императорски терми построени в града и първи такива разположени извън Марсово поле. Сградата е издигната върху южния хребет на Есквилинския хълм носещ името Опий. Земята тук е използвана от Нерон при строителството на неговия личен палат разпрострял се в сърцето на Рим и наречен „Златен дом“. Тези терми, като част от мащабната строителна програма започната от Веспасиан и продължена от сина му Тит, са елемент от стремежа на представителите на Флавиевци да отличат себе си в противоположна насока като отново отворят за обществения живот тази част на града и символично върнат земята на гражданите. В този смисъл римският поет Марк Валерий Марциал възхвалява Тит в своята творба Liber de Spectaculis (Книга за спекталите), която е издадена по случай пищните игри организирани от императора за откриването на баните и Колизея.
Марциал отбелязва, че термите са били построени много бързо, поради което те вероятно са имали нужда от по-сериозна поддръжка. Така още по времето на император Адриан са извършени възстановитлни и ремонтни работи, последвани от нов ремонт през 238 година. През 4 век сградата е изоставена. Регионалните каталози (Notitia и Curiosum) от същия век поставят баните в третия регион „Изида и Серапис“ на Рим.
През 16 век от Термите на Тит все още са запазени внушителни руини, когато Андреа Паладио скицира плана на срадата. По това време те са разрушени, а добития от тях мрамор и друг строителен материал са използвани за изграждането на различни здания в града. Вероятно вследствие на това намиращите се в непосредствена близост останки от бани на Траян започнали погрешно да се идентифицират с тези на Тит чак до 1895 година.

## Описание
Построените на бързо терми не се отличава значително по размер от по-старите такива и били значително по-малки от построените впоследствие императорски бани като разположените в съседство Терми на Траян, които заемат поне три пъти по-голяма площ. Ориентацията на сградата следва тази на Нероновия дворец, поради което съществуват хипотези, че термите може би представляват преустройство или приспособяване на баните на „Златния дом“, но археологическите дани изглежда отхвътлят тази възможност. Формата на комплекса е правоъгълна със страни от 105 на 120 метра, а заетата площ възлиза на ок. 12000 m² с палестрата и ок. 4500 m² само на централната сграда на баните.
Зданието е било разположено върху възвишението Опий в близост до и на 18 метра над основите на Колизея като връзката с площадното пространство около амфитеатъра се осъществявала чрез голямо монументално стълбище, в началото на което е разположен портик чиито останки са открити през 1895 година. Това стълбище било разделено по средата на дължината си на две части от друг портик като по-долната част от своя страна били разделена по ширина от три парапета, а по-горната, вече без прекъсване, се изкачвала между стените на терасата върху, която били термите и свършвала в двора (палестра или градина) пред централната сграда на комплекса.
Главната сграда е със симетричен план изграден около една основна зала с голяма апсида от северната страна и басейн със студена вода (фригидарий), която е фланкирана от двете страни с по един двор ограден със сводести аркади водещ към стая също със сводест таван и стълбище с неясно предназначение разположено в ъгъла на самата сграда. На юг от основната зала се намира преходно помещение съдържащо басейн с топла вода (тепидарий) и с по едно стълбище от двете страни, отвъд което се намира дълъг коридор водещ до двойка помещения всяко с басейн с гореща вода (калдарий). Сградата е завършена с ред от стаи намиращи се зад калдариите, които най-вероятно също са били свързани с къпане.
Почти всичко известно за структурата на Термите на Тит се дължи на плана изработен от Андреа Паладио. Единствените запазени физически останки от сградата представляват апсидата на фригидария, която е украсена с полукръгли и правоъгълни ниши.